# Kat Frankie

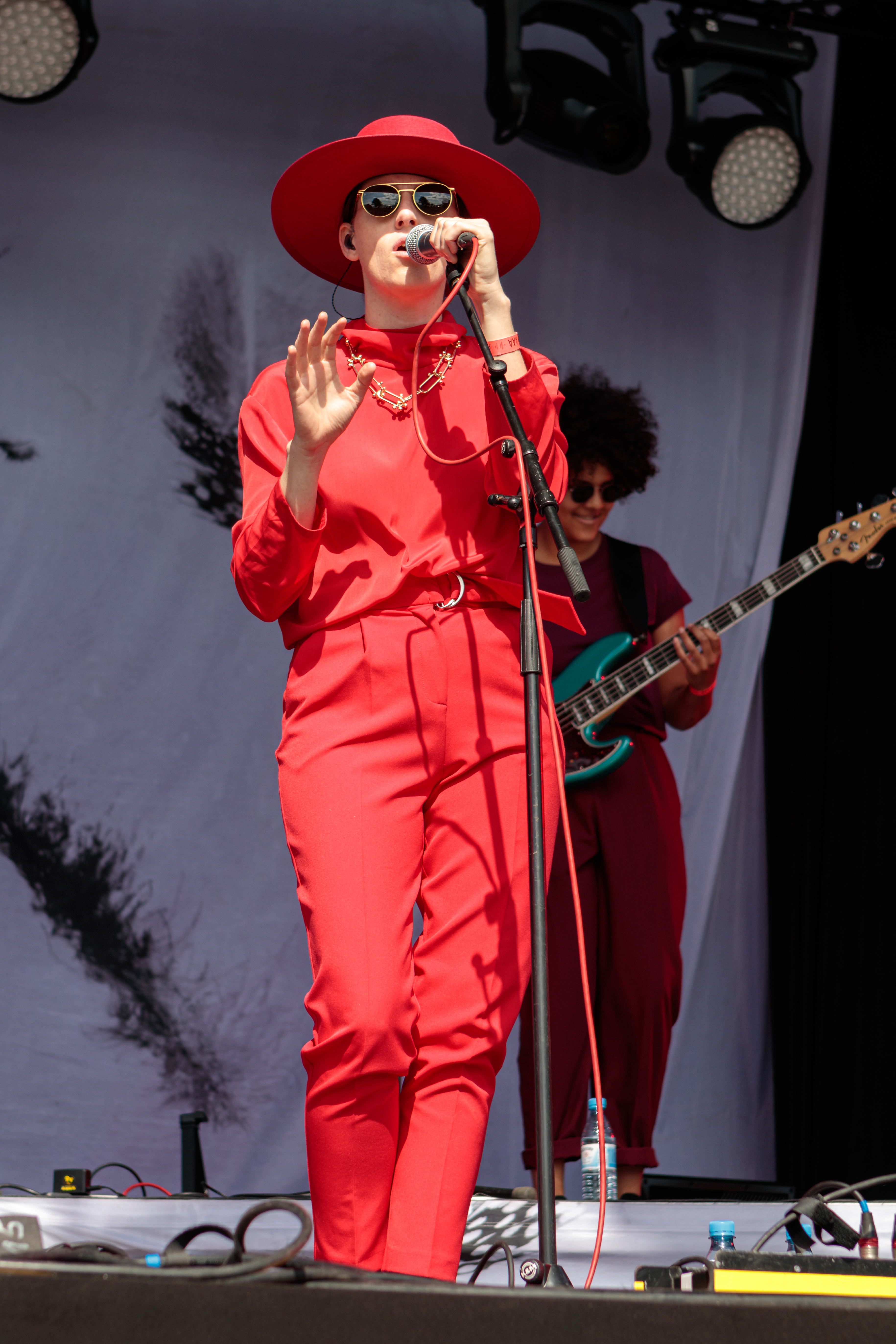
Kat Frankie all'Haldern Pop Festival 2019

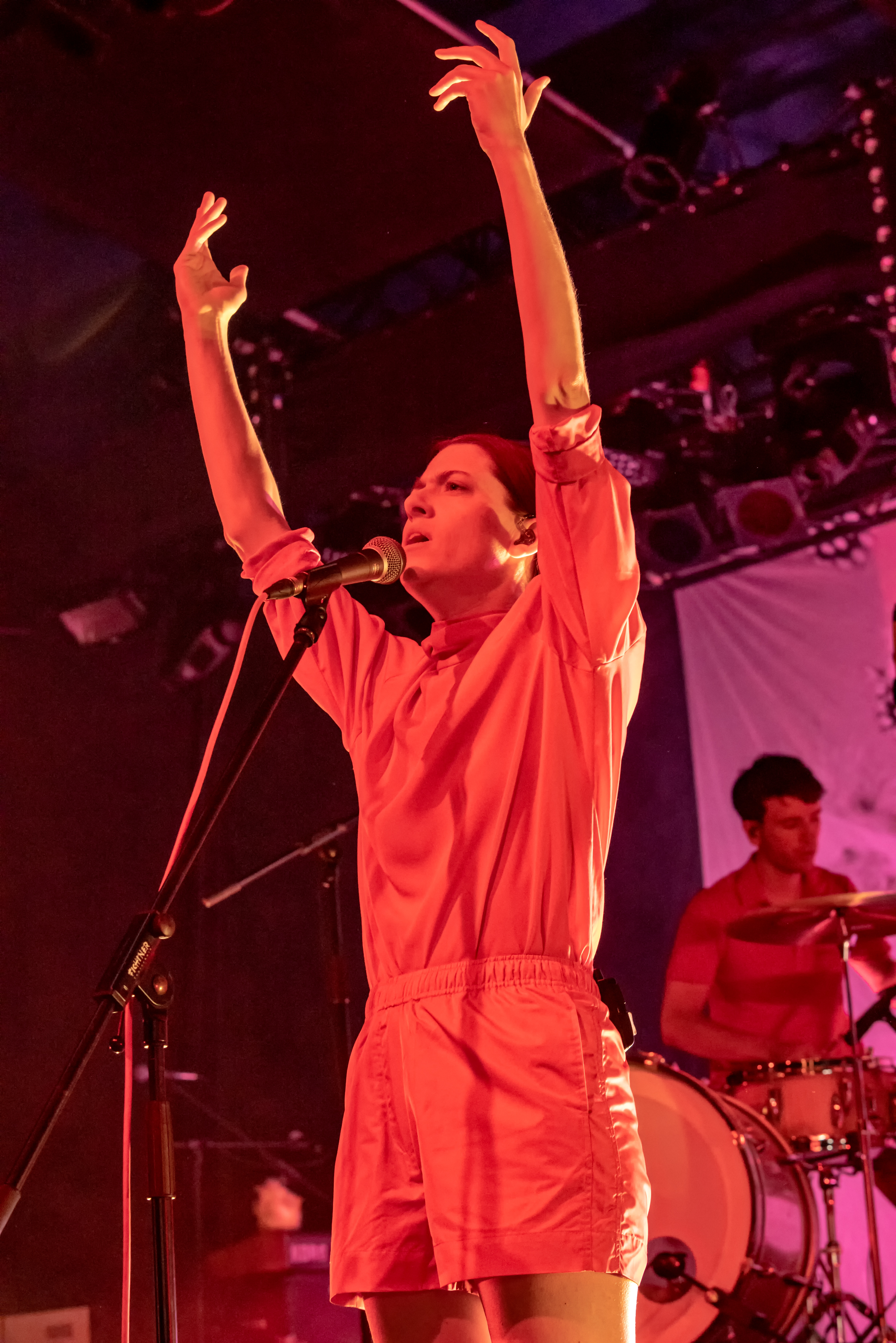
Kat Frankie Zelt-Musik-Festival nel 2018 a Friburgo in Brisgovia, Germania

Kat Frankie (Sydney, 8 luglio 1978) è una cantautrice e musicista australiana, vive a Berlino dalla fine del 2004.

## Gli esordi
Cresciuta nei sobborghi di Sydney, già all'età di sei anni inizia a scrivere canzoni. La collezione folk di sua madre influenza il suo sviluppo musicale e sotto l'influenza di Simon & Garfunkel e Carly Simon, Kat scopre la sua preferenza per melodie popolari e ballate pop. Successivamente insegna chitarra. A parte un periodo nel coro della scuola, non riceve una formazione musicale formale, ma frequenta il College di Belle Arti di Paddington presso l'University of New South Wales.
Ispirata da modelli come PJ Harvey e Fiona Apple, Kat Frankie fa la sua prima apparizione pubblica come cantante nel giugno 2002 all'Hotel Arpa a Sydney. Dopo un anno come solista, dal giugno 2003 viene accompagnata da Tim Chamberlain al basso elettrico e Tim Marceau alla batteria. Nel dicembre 2003 pubblica il suo primo CD, l'EP “Outside Now". Le registrazioni vengono fatte in soli tre giorni nel mese di agosto 2003 negli studi BJB Surry Hills di Sydney, con Scott Horscroft in console.
Nonostante varie apparizioni in club e festival, durante questi anni la musica resta ancora un'occupazione secondaria. A Sydney non riesce a costruire una carriera musicale a causa dei costi molto elevati e, dopo aver studiato design, deve guadagnarsi da vivere lavorando nel settore della decorazione d'interni in un prestigioso studio di architettura.

## Berlino
Nel dicembre 2004 la cantante si trasferisce a Berlino seguendo un impulso creativo, con l'intenzione iniziale di restarvi per un anno. Ma grazie alle numerose opportunità di suonare e al costo contenuto degli affitti, riesce a concentrarsi sulla musica e Berlino diventa la sua seconda casa. Nella sua nuova città Frankie trova una vivace scena musicale, che manca a Sydney e in breve tempo diventa un punto di riferimento dell'ambiente musicale underground. Con la prima canzone scritta a Berlino, “The Wrong Side of Midnight”, vince il premio Jaxter per i giovani cantautori australiani.
2006 il regista Uli M. Schüppel accompagna con la sua telecamera Kat Frankie e altri sei musicisti provenienti da tutto il mondo attraverso il celebre quartiere di Kreuzberg, chiedendo ad ognuno di scrivere una canzone su Berlino. In questa occasione, Kat Frankie scrive “The Faint-hearted Ones”. Il film "BerlinSong" nel febbraio 2007 arriva al primo posto alla 57ª Berlinale e anche in altri festival. L'uscita nei teatri tedeschi avviene il 4 settembre 2008, ma è limitata a un ristretto numero di sale cinematografiche. Il DVD "BerlinSong" invece esce nel settembre 2009.
A Berlino, Frankie incontra il suo connazionale di Melbourne Simon Ayton, batterista e produttore del suo album di debutto “Pocketknife”, completato nell'estate del 2006. Nel febbraio 2007 il singolo compare sull'iTunes store. Di agosto 2007 invece è il singolo “Serves You Right for Using Violence”, che esce in Australia all'inizio di settembre 2007 ed è disponibile in Germania da novembre 2007 tramite i servizi di musica online e da gennaio 2008 in CD.

## Ultimi album
Nel 2010 Kat Frankie fonda l'etichetta discografica indipendente Zellephan e il 3 settembre 2010 pubblica sotto la nuova etichetta indipendente il suo secondo album, "The Dance of a Stranger Heart”, completato nel maggio 2010. In questo periodo dà inizio ad una sperimentazione musicale con un coro a cappella in cui utilizza una tecnica di sovrapposizione di frasi vocali in un coro multi-doppiato, che userà in seguito anche in spettacoli dal vivo.
A settembre 2012 esce l'ultimo album "Please don't give me what I want" e il 31 agosto 2013 la cantante inizia il tour di promozione del disco in Germania.